# On a volé la Joconde (film)
Pour les articles homonymes, voir On a volé la Joconde.
Pour plus de détails, voir Fiche technique et Distribution.
On a volé la Joconde est un film franco-italien, réalisé par Michel Deville, tourné en 1965 et sorti en salles en 1966.

## Synopsis
1910, Vincent, collectionneur d'œuvres d'art qu'il acquiert en pillant les musées, tombe amoureux de la belle Monna Lisa, modèle du célèbre tableau La Joconde. Il ne peut s'empêcher de subtiliser cette toile et dans le même temps, enlève une jeune et jolie soubrette parisienne, véritable sosie de Mona Lisa. Poursuivi à travers la France par la police et par des voleurs amateurs de tableaux, Vincent abandonne finalement le chef-d'œuvre pour en garder le portrait vivant.

## Fiche technique
- Réalisation : Michel Deville
- Scénario et adaptation : Ottavia Poggi, Michel Deville, Nina Companeez
- Dialogues : Nina Companeez
- Photographie : massimo Dalle-Mano
- Musique : Carlo Rustichelli
- Directeur de production : Angelo Battiferi
- Production : Liber-Films, Auerbach Entreprises, Les Films Marceau, Cocinor
- Pays de production :  France |  Italie
- Langue : Français
- Format : Couleur (Eastmancolor) — 35 mm — 2,35 : 1 — Son : Mono
- Genre : Comédie policière
- Durée : 95 minutes (1 h 35)
- Date de sortie : 
  - France : 20 mai 1966

## Distribution

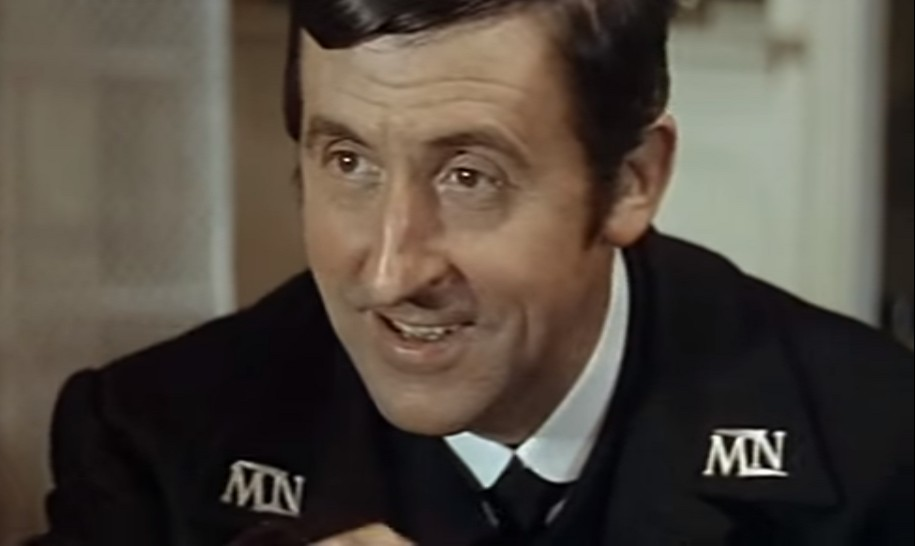
Jean Lefebvre dans une scène du film.

- George Chakiris : Vincent, le collectionneur de tableaux
- Marina Vlady : Nicole, la jolie soubrette
- Margherita Malerba (VF : Martine Sarcey) : Mme Lemercier dite « Titine »
- Jean Lefebvre : le gardien
- Paul Frankeur : M. Lemercier, l'encadreur
- Henri Virlojeux le conservateur du Louvre
- Alberto Bonucci (VF : Roger Rudel) : l'illusionniste
- Jacques Échantillon : Ernest
- Jess Hahn : le milliardaire noctambule
- Gianrico Tedeschi (VF : Jean-Henri Chambois) : Gaspard, l'inspecteur de Police parisien
- Mino Doro
- Umberto D'Orsi : Germain
- Renzo Palmer (VF : Pierre Garin) : le voleur de tableaux
- Alberto Sorrentino (VF : Gérard Férat) : le domestique et chauffeur de Vincent
- Renato Terra
- Jess Hahn : le riche fêtard, noctambule

### Revue de presse
- Jean d'Yvoire, « On a volé la Joconde », Téléciné no 129, Paris, Fédération des Loisirs et Culture Cinématographique (FLECC), juin-juillet 1966, p. 52,  (ISSN 0049-3287)